# STS-118
STS-118, voluit Space Transportation System-118, was een shuttlevlucht naar het Internationaal ruimtestation ISS. De missie werd gebruikt om het S5-truss-segment aan het ISS te bevestigen. Ter promotie van de ruimtevaart bij de jeugd bevond zich onder de bemanning ook een onderwijzeres. Dit was Barbara Morgan. Voor de Endeavour was dit de eerste vlucht sinds hij een grondige onderhoudsbeurt en aanpassingen kreeg, na missie STS-113 in november 2002.

## Bemanning
- Scott Kelly (2) - Commandant
- Charles Hobaugh (2) - Piloot
- Richard Mastracchio (2) - Missiespecialist 1
- Tracy Caldwell Dyson (1) - Missie Specialist 2
- Dafydd Williams (2) - Missiespecialist 3 - Canadese astronaut van CSA
- Barbara Morgan (1) - Missiespecialist 4
- Alvin Drew (1) - Missiespecialist 5

 Het nummer tussen haakjes duidt aan hoeveel missies de astronaut gevlogen zal hebben na STS-118 

## Assemblage van het ISS
De S5-truss is het koppelstuk tussen de S6- en S4-truss, die elk een paar zonnepanelen dragen.
De S4-truss is tijdens missie STS-117 geïnstalleerd. De S6-truss werd tijdens STS-119 aan het ISS bevestigd.
|  |

## Eerste onderwijzeres
Op deze missie vloog missiespecialist Barbara Morgan mee, die ook onderwijzeres is.
In 1986 trainde Morgan als reserveastronaut voor Christa McAuliffe.
McAuliffe zou de eerste onderwijzeres in de ruimte zijn geworden, als haar vlucht, STS-51-L, niet fataal was afgelopen toen Spaceshuttle Challenger kort na de lancering ontplofte.
Morgan heeft zichzelf later opnieuw aangeboden voor de Amerikaanse astronautengroep en werd aangenomen.
Na de vlucht deelde ze haar ervaring met leerlingen en studenten.

## Vernieuwde apparatuur
Door de vernieuwing van de Endeavour werd tijdens STS-118 voor het eerst een verbeterde module, het "Station-Shuttle Power Transfer System" (afgekort SSPTS), voor elektriciteitsverdeling gebruikt.
Het SSPTS laat de Endeavour toe om gebruik te maken van de elektriciteit van het ISS. Hierdoor kan deze shuttle 3 tot 4 dagen extra aan het ruimtestation gekoppeld blijven.

## Ruimtewandelingen
|      | Missie  | Ruimtewandelaars                     | Start                 | Einde                 | Duur              | Missie |
| ---- | ------- | ------------------------------------ | --------------------- | --------------------- | ----------------- | --- |
| EVA1 | STS-118 | Richard Mastracchio Dave Williams    | 11 augustus 16:28 UTC | 11 augustus 22:45 UTC | 6 uur, 17 minuten | S5-installatie, P6 het intrekken van de radiator en cinch.                                                 |
| EVA2 | STS-118 | Richard Mastracchio Dave Williams    | 13 augustus 15:32 UTC | 13 augustus 22:00 UTC | 6 uur, 28 minuten | Verwijdering CMG; nieuwe installatie CMG.                                                                  |
| EVA3 | STS-118 | Richard Mastracchio Clayton Anderson | 15 augustus 14:37 UTC | 15 augustus 20:05 UTC | 5 uur, 28 minuten | Verhuizing SASA; De verhuizing van de Kar van CETA; Herwinning MISSE; P6 de herwinning van de Transponder. |
| EVA4 | STS-118 | Dave Williams Clayton Anderson       | 18 augustus 13:17 UTC | 18 augustus 19:19 UTC | 5 uur, 2 minuten  | Installatie OBSS; Installatie antenne EWIS; Installatie antenne WETA; Schoonmaak MMOD.                     |

## Een verjaardag tijdens de missie
Op 14 augustus werd missiespecialist Tracy Caldwell 39 jaar oud.

## Wake-up Calls
Sinds de dagen van de Gemini-ruimtevluchten is het een traditie dat de bemanning bij het begin van elke dag in de ruimte wordt gewekt met een speciale melodie. Die wordt speciaal gekozen, vaak door hun familie, en heeft gewoonlijk een bijzondere betekenis voor een individueel lid van de bemanning, of is van toepassing op hun dagelijkse activiteiten.
- Dag 2: "Where My Heart Will Take Me" van Russell Watson: gespeeld voor missiespecialist Rick Mastracchio (themalied van de Star Trek: Enterprise-series).
- Dag 3: "Mr. Blue Sky" van Electric Light Orchestra: gespeeld voor commandant Scott Kelly.
- Dag 4: "Gravity" van John Mayer: gespeeld voor piloot Charles O. Hobaugh.
- Dag 5: "Up!" van Shania Twain: gespeeld voor missiespecialist Dave Williams.
- Day 6: "Outa-Space" van Billy Preston: gespeeld voor missiespecialist Alvin Drew.
- Dag 7: "Happy birthday to you" (gezongen door Tracy's nichten en neefjes) gespeeld voor missiespecialist Tracy Caldwell.
- Dag 8: "Good Morning World" gespeeld voor missiespecialist Barbara Morgan (geschreven en gezongen door haar zoon Adam)
- Dag 9: "Times Like These" van Foo Fighters: gespeeld voor Rick Mastracchio.
- Dag 10: "Black Horse and the Cherry Tree" van KT Tunstall: gespeeld voor Tracy Caldwell.
- Dag 11:"Learn to Fly" van Foo Fighters: gespeeld voor Al Drew.
- Dag 12:"Teacher, Teacher" van 38 Special: gespeeld voor Barbra Morgan.
- Dag 13:"Flying" van Long John Baldry Trio: gespeeld voor Dave Williams.
- Dag 14:"Homeward Bound" van Simon and Garfunkel: gespeeld voor de gehele bemanning.

STS-49 · STS-47 · STS-54 · STS-57 · STS-61 · STS-59 · STS-68 · STS-67 · STS-69 · STS-72 · STS-77 · STS-89 · STS-88 · STS-99 · STS-97 · STS-100 · STS-108 · STS-111 · STS-113 · STS-118 · STS-123 · STS-126 · STS-127 · STS-130 · STS-134